# Kinky Afro
«Kinky Afro» es el segundo sencillo editado en 1990 por los Happy Mondays, perteneciente a su tercer disco, Pills 'n' Thrills and Bellyaches. La canción fue el éxito más grande obtenido por la banda en los Estados Unidos, donde alcanzó el puesto número 1 en el ranking de Billboard Modern Rock Tracks. También obtuvo la posición número 5 en el Reino Unido y allí se consagró, junto con "Step On", como el sencillo de la banda que más posiciones escaló allí. El estribillo del tema parafrasea el de la canción de Labelle "Lady Marmalade".

## Listado de temas[1]

### 7"
1. "Kinky Afro" (3:55)
2. "Kinky Afro" (live) (4:36)

y llo soe bamby

### 12"
1. "Kinky Afro" (12 mix) (5:07)
2. "Kinky Afro" (live) (6:38)

### CD1
1. "Kinky Afro" (Radio Edit) (3:58)
2. "Kinky Afro" (12 Mix) (5:08)
3. "Kinky Afro" (live) (6:38)

### CD2
1. "Kinky Afro" (Euromix) (7:26)
2. "Kinky Afro" (Euromix edit) (4:15)
3. "Step On" (US Dub mix) (5:55)

### Kinky Groovy Afro 12"
1. "Kinky Groovy Afro" (Peter Lorimer mix) (7:32)
2. "Kinky Groovy Afro" (live) (6:38)